# Střelské Hoštice
Střelské Hoštice är en ort i Tjeckien.   Den ligger i regionen Södra Böhmen, i den sydvästra delen av landet, 100 km sydväst om huvudstaden Prag. Střelské Hoštice ligger 419 meter över havet och antalet invånare är 876.
Terrängen runt Střelské Hoštice är platt åt nordväst, men åt sydost är den kuperad. Střelské Hoštice ligger nere i en dal. Runt Střelské Hoštice är det ganska tätbefolkat, med 75 invånare per kvadratkilometer. Närmaste större samhälle är Strakonice, 11,3 km öster om Střelské Hoštice. Trakten runt Střelské Hoštice består till största delen av jordbruksmark.